# CD Badajoz
Club Deportivo Badajoz – hiszpański klub piłkarski z miasta Badajoz, w prowincji Extremadura, utworzony w 1905 roku. Obecnie występuje w Segunda División B. W sezonie 2009/2010 klub wygrał rozgrywki Tercera División. CD Badajoz ma za sobą 20 sezonów gry w Segunda División.